# Georg Elser
Pour les articles homonymes, voir Elser (homonymie).
Georg Elser, né le 4 janvier 1903 à Hermaringen et mort le 9 avril 1945 au camp de concentration de Dachau, est une figure majeure mais longtemps méconnue de la résistance intérieure au nazisme. Le 8 novembre 1939 à Munich, il tente d’éliminer Adolf Hitler dans le but « d’empêcher la poursuite de la guerre », déclenchée deux mois plus tôt avec l'invasion de la Pologne par l’Allemagne.
Ancien membre de l'Union des combattants du Front rouge (Roter Frontkämpferbund), l'organisation combattante du Parti communiste d'Allemagne (KPD) dans les années 1928-1929, il fait exploser une bombe artisanale destinée à éliminer les principaux dirigeants nazis réunis le 8 novembre 1939 à Munich dans la grande salle de la brasserie Bürgerbräukeller, pour y célébrer le putsch raté de 1923. Toutefois, Hitler et les dignitaires du régime qui l'accompagnaient quittent la salle plus tôt que prévu, précisément treize minutes avant l'explosion.
Contrairement à d'autres figures souvent plus connues de la résistance allemande au nazisme, dont certaines ont d'abord collaboré au régime avant de se décider à agir, cet ébéniste de profession rejette dès le départ l’hégémonie nazie, refusant par exemple de faire le salut hitlérien. Malgré près d'une année de préparation, l'attentat ne réussit pas à tuer Hitler, mais huit personnes meurent et plus de soixante autres sont blessées. Rapidement appréhendé alors qu'il tente de fuir le pays, Elser reste détenu comme prisonnier pendant plus de cinq ans jusqu'à ce qu'il soit exécuté au camp de concentration de Dachau moins d'un mois avant la capitulation du Troisième Reich.

## Parcours jusqu'en 1939
Georg Elser est le fils d’un agriculteur et négociant en bois du Wurtemberg. Il fréquente l’école communale (Volksschule) de 1910 à 1917 puis commence un apprentissage de tourneur dans une entreprise métallurgique, qu’il interrompt deux ans plus tard pour raisons de santé. Il commence ensuite un apprentissage comme menuisier. Après avoir réussi son examen final comme meilleur de sa classe en 1922, il travaille jusqu’en 1925 dans diverses menuiseries à Königsbronn, Aalen et Heidenheim à la fabrication de charpentes et de meubles.
De 1925 à 1929, il travaille chez un fabricant d’horloges de Constance où il acquiert les connaissances qui vont lui permettre, dix ans plus tard, de mettre au point le mécanisme de mise à feu de sa bombe.
En 1926, Georg Elser devient membre du groupe folklorique « Oberrheintaler » de Constance, s’achète une cithare et devient aussi membre du club de citharistes de Constance. Il est en outre membre de l’association des amis de la nature (« Naturfreunde ») et participe fréquemment aux réunions.
Bien que d’une nature solitaire, il est très amical et apprécié. Au cours des années 1928 et 1929, il est membre du groupe de choc « Roter Frontkämpferbund » du Parti communiste d'Allemagne (KPD).
De 1929 à 1932 il travaille en Suisse comme menuisier. Après son retour à Königsbronn il travaille dans l’entreprise familiale mise en péril par l’alcoolisme du père.
À partir de 1936, il travaille comme ouvrier dans une fabrique d’armatures métalliques de Heidenheim. Son emploi lui fait découvrir les efforts industriels demandés par les nazis pour doter l'Allemagne d'importants équipements militaires.

## Attentat contre Hitler

### Préparation
Convaincu qu’il faut agir avant qu’il ne soit trop tard, il décide de passer à l'acte pour éviter que « plus de sang encore ne soit versé », et l’invasion de la Pologne confirme la justesse de son analyse. Il avait observé en 1938 que la Brasserie Bürgerbräukeller — cette brasserie munichoise où Hitler commémore tous les ans, le 8 novembre, son putsch manqué de 1923 — n’était pas surveillée. Avec l'objectif d’y dissimuler une bombe, Elser décide alors de creuser un trou dans un pilier à proximité du pupitre où Hitler prononce son discours annuel. Il prépare son attentat durant près d'un an.
Ayant travaillé quatre ans dans une usine d’horlogerie, il dispose d'un précieux savoir-faire lui permettant de fabriquer le mécanisme de mise à feu de ses explosifs, ceux-ci ayant été patiemment subtilisés dans une carrière où il s’était fait embaucher à dessein. Au cours de l’été 1939, il déménage à Munich et y loue un petit atelier. Il se présente à ses voisins comme inventeur et peut à son aise bricoler son mécanisme de mise à feu à retardement.
Au cours des deux mois qui précèdent l’attentat, il va tous les soirs au Bürgerbräukeller prendre un « repas léger pour ouvrier » pour 60 pfennigs, attendant ensuite une occasion favorable pour se cacher dans un placard à balais. Il y reste parfois pendant des heures, attendant que la brasserie ferme et que les salariés partent. En trente-cinq nuits, muni d’outils rudimentaires, il parvient laborieusement à creuser dans un pilier la cache devant contenir la minuterie et la bombe, dissimulant les éclats et la poussière dans un tapis enroulé, ; il les évacue consciencieusement et, pour masquer l'avancement de son travail, a même prévu de disposer une paroi fermant le trou, qu'il a construite lui-même avec une plaque métallique à l'intérieur pour parer, a-t-il pensé, le cas où un employé de la brasserie aurait voulu planter un clou en cet endroit. Il doit même s'interrompre quelques jours car, à force de travailler à genoux, ceux-ci ont commencé à suppurer.

### Bombe et installation
Elser crée son mécanisme retardateur à partir de quatre ou cinq réveils et de deux pendules achetés chez un horloger. Il loue également les ateliers d’un serrurier, d’un mécanicien, d’un fabricant d’outils et d’un menuisier. Comme il l'explique ultérieurement, la difficulté à surmonter est l'obtention d’une précision suffisante car il doit programmer l’explosion cent-quarante heures à l’avance en utilisant uniquement un mouvement d’horlogerie constitué de douze pivots, trois leviers et trois roues dentées…
Le 3 novembre, il place le mécanisme dans le pilier ; le 4, il installe les explosifs et les détonateurs et enfin, dans la nuit du 5 au 6, il règle le mécanisme pour que la bombe explose le 8 novembre entre 21 h 15 et 21 h 30. Il ne revient au Bürgerbräukeller que dans la nuit du 7 au 8 pour s'assurer que tout continue à fonctionner comme prévu.

### Le 8 novembre 1939
Le soir de l’attentat, la sécurité est assurée par la 1re division SS « Leibstandarte Adolf Hitler » sous le commandement du SS-Obersturmbannführer Christian Weber. Mis à part Göring, tous les dirigeants nazis visés par Elser sont là, avec parmi les plus connus : Bormann, éminence grise du parti et secrétaire de Hitler, Goebbels, le ministre de la Propagande, Hess, le « dauphin » du Führer, Himmler, le chef de la SS et de la police allemande, l'un des plus hauts dignitaires du régime nazi, Ribbentrop, le ministre des Affaires étrangères, Rosenberg, théoricien du national-socialisme, Streicher, le directeur du journal antisémite Der Stürmer de 1923 à 1945, et Fritz Todt, le fondateur de l'organe industriel portant son nom.
Un peu avant 20 h, Hitler fait son entrée dans la salle comble contenant trois à quatre mille partisans. Il monte à la tribune à 20 h 8 pour prendre la parole. Son discours se termine à 20 h 58, suivi du Horst-Wessel-Lied joué par l’orchestre. Hitler n’a parlé que cinquante minutes soit quarante minutes de moins qu’à l’ordinaire. Il semble pressé, sombre et préoccupé. Il quitte la salle à 21 h 7 et se rend à la gare où son train doit partir pour Berlin à 21 h 31. En effet, ce soir-là son pilote a annoncé qu'il refusait de prendre la responsabilité d’un vol retour, en raison d’un épais brouillard qui s'est installé sur la région. En conséquence et comme prévu en pareille circonstance, des wagons réservés pour Hitler et son état-major ont été ajoutés à un train dont le trajet a été soigneusement surveillé et protégé toute la journée. En raison de l’heure du départ du train, Hitler a ainsi raccourci son discours de moitié environ, ce qui va faire échouer le plan minutieux de Georg Elser.
De plus, Hitler est satisfait de rentrer plus tôt à Berlin en raison de l'intense activité militaire en cours ou en préparation, en cette fin d’année 1939. Auparavant, il avait même évoqué l’idée de ne pas venir du tout à la fête organisée annuellement à Munich.
Au Bürgerbräukeller, la salle s’est vidée en quelques minutes après le départ du Führer : il ne reste plus que quelques membres du parti nazi, des policiers et des SS.
Pendant ce temps, Elser est à Constance d’où il espère passer en Suisse en traversant à pied un parc public, mais malheureusement pour lui, entre 20 h 40 et 20 h 45, il attire l’attention de deux douaniers en faction qui l’arrêtent. Ils vont noter ultérieurement dans leur rapport : « On avait l’impression qu’Elser voulait fuir en Suisse au dernier moment ». Néanmoins, même si Elser avait réussi à franchir la frontière, il est probable qu'il aurait été refoulé vers l'Allemagne par les autorités helvétiques.
L'explosion a lieu à 21 h 20 comme prévu par Elser et huit personnes (dont sept membres du parti nazi) trouvent la mort dans l’attentat qui blesse également soixante-trois personnes, dont seize grièvement.
D'après les douaniers qui ont arrêté Elser, il semble qu'il ait cherché à connaître les résultats de l’attentat de Munich, dont on commence à parler à la radio.

## Enquête

### Déroulement

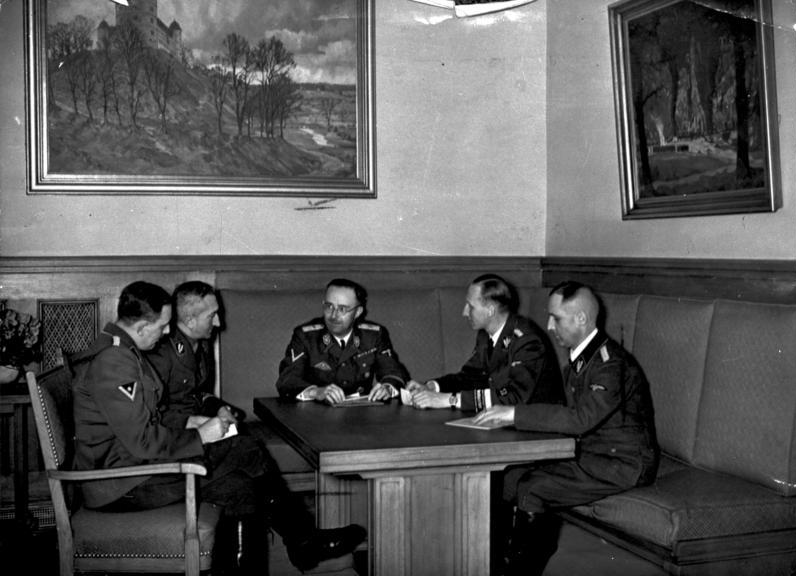
Début de l'enquête concernant l’attentat : sont réunis à Munich en novembre 1939, de gauche à droite, Franz Josef Huber, Arthur Nebe, Heinrich Himmler, Reinhard Heydrich et Heinrich Müller.

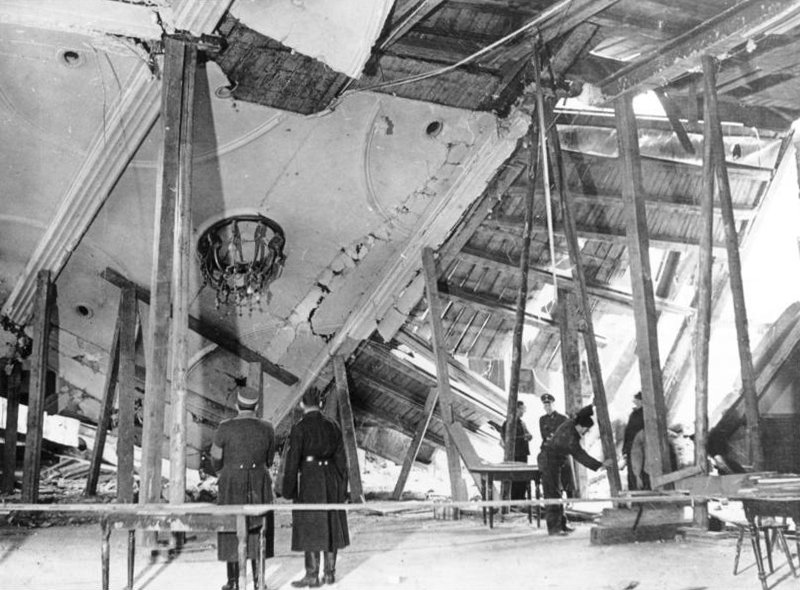
Restes du Bürgerbräukeller de Munich, le 9 novembre 1939.

Peu après, vers 22 h, l’adjoint de Himmler, Reinhard Heydrich, appelle le chef de la police criminelle, Arthur Nebe, à Berlin, et lui ordonne de constituer une commission spéciale d’enquête et de venir à Munich. Himmler avertit le chef du contre-espionnage SS, Walter Schellenberg, car il suspecte les services secrets britanniques et plus précisément les agents Best et Stevens que Schellenberg tente de mettre en échec. Sous l’identité d’un antinazi, il rencontre les deux Britanniques le lendemain à Venlo aux Pays-Bas, où ils sont enlevés par des SS.
Nebe associe la Gestapo à son action en créant deux groupes d’enquête. Le premier, sous son commandement, enquête sur les circonstances de l’attentat ; le deuxième, sous celui du chef de la Gestapo Heinrich Müller, est chargé de retrouver les auteurs de l’attentat.
Les travaux dans le Bürgerbräukeller permettent de découvrir les restes d’une bombe artisanale dans une cavité creusée dans un pilier de la brasserie. Les explosifs sont ceux utilisés dans les mines, et le mécanisme à retardement est celui d’une pendule. De plus, pour cacher la cavité dans la colonne, l'auteur du crime a utilisé des plaques de liège d’un modèle peu courant. Toutes ces informations facilitent les recherches et, dans la journée du 9 novembre, tout est résolu.
La police interroge un horloger qui a vendu à un jeune Souabe deux pendules du type dont on s’est servi pour la bombe. Elle retrouve également le commerçant qui a vendu les plaques de liège. Finalement, elle découvre qu’un serrurier aurait prêté son atelier à un homme souabe qui travaillait à une invention. La description faite par les trois hommes sur le jeune Souabe est identique.
De plus, la police apprend qu’un jeune Souabe a été vu pendant de longues semaines au Bürgerbräukeller. Il a même été surpris dans les toilettes après la fermeture.
Par ailleurs, Müller reçoit un télégramme l'informant qu’on a capturé, le 8 novembre vers 20 h 45, un certain Georg Elser, Souabe qui correspond à la description faite par les commerçants et qui semble être impliqué dans l’attentat, car il portait sur lui un insigne du « Roter Frontkämpferbund », un fragment de détonateur et une carte postale représentant le Bürgerbräukeller avec une colonne marquée d’une croix rouge. Il a été intercepté au poste de frontière de Lörrach, alors qu’il allait passer clandestinement en Suisse. Nebe soupçonne Elser d’être un pion entre les mains d’une puissance étrangère, peut-être la Grande-Bretagne ; le suspect numéro 1 est donc transféré à Munich pour y être interrogé.

### Interrogatoire
Dans ses mémoires, Walter Schellenberg raconte que Reinhard Heydrich avait reçu les consignes suivantes de Hitler : « Je voudrais savoir quel genre de personne est ce Elser. On doit bien pouvoir le classer quelque part. Faites-moi votre compte rendu. Pour le reste, utilisez tous les moyens pour faire parler ce criminel. Faites-le hypnotiser, donnez-lui des drogues, employez tout ce que notre science actuelle a expérimenté dans cette direction. Je veux savoir qui sont les instigateurs, qui est là-derrière ». Oswald Bumke, psychiatre connu de l'époque, est chargé d'analyser la personnalité du détenu et ses motivations. Les déclarations d'Elser vont être tenues secrètes car Joseph Goebbels veut impliquer non seulement les services secrets britanniques mais aussi Otto Strasser, nazi historique réfugié en Suisse à cette époque.
Arthur Nebe décide de mener l'interrogatoire. Elser donne son alibi : le soir de l'attentat, il était à Constance. Il déclare qu'il a tenté de fuir en Suisse pour ne pas aller à l'armée, mais il est rapidement confondu : la cavité creusée se trouvait au pied de la colonne, donc le travail devait s'effectuer à genoux. Les policiers demandent à Elser de baisser son pantalon et ils constatent que ses genoux sont enflés et purulents. Il ne peut plus nier, il y a désormais trop de preuves contre lui, en tenant également compte de ce qu'il transportait sur lui au moment de son arrestation.
Sous la torture des hommes de la Gestapo de Müller, dans la nuit du 12 au 13 novembre, il finit par tout avouer. Il est le seul instigateur de l'attentat ; il s'est procuré des explosifs en travaillant dans la carrière de Georg Vollmer à Königsbronn-Itzelberg, où il a dérobé 105 cartouches de dynamite et 125 détonateurs. En dépit de la pression des policiers, Elser maintient à plusieurs reprises sa version selon laquelle il a pris seul la décision de commettre l’attentat.
On lui demande alors quelles ont été ses motivations. Il répond avec simplicité qu'il a une aversion pour les dictateurs, surtout pour Hitler qui n'a pas tenu ses promesses envers la masse ouvrière et à propos de la hausse du pouvoir d'achat. Il n'accepte pas non plus que Hitler plonge le pays dans la guerre.

## Incarcération et exécution extra-judiciaire
Elser, capturé à Lörrach par les douaniers, portait sur lui des preuves accablantes (voir supra), car il avait l’intention de demander l’asile politique au gouvernement suisse et il lui fallait donc prouver sa responsabilité dans la mort du Führer. À Berlin, Nebe déclare à Hitler être incapable de se prononcer sur le prétendu lien existant entre Elser et les officiers britanniques Best et Stevens. L’affaire est remise à Heinrich Müller. Mais tous les hommes à qui l’affaire est confiée finissent par affirmer que la version d'Elser est la bonne.
Georg Elser n'est traduit devant aucun tribunal et reste prisonnier à Berlin jusqu’en 1941. Après l’attaque de l’Allemagne contre l’URSS, il est transféré à la prison du camp de concentration de Sachsenhausen avec des hommes politiques comme les Français Édouard Herriot et Paul Reynaud. Paradoxalement, Elser est bien traité et on lui accorde ce qu’il demande, même à Dachau où il fait l'objet d’un nouveau transfert, en 1944.
Néanmoins mis à l'écart des autres détenus sous le nom de « Eller », Georg Elser est surveillé nuit et jour par les SS qui finissent par l'exécuter le 9 avril 1945 « sur ordre supérieur » : Ernst Kaltenbrunner, chef du RSHA ayant décrit à Hitler le 5 avril la situation désespérée dans laquelle se trouvait l'Allemagne, celui-ci aurait ordonné qu'on liquide le « prisonnier spécial » (ainsi que l'amiral Canaris). L'ordre, transmis le jour même au commandant de Dachau, Eduard Weiter, exige qu'on déguise l'exécution en un « accident mortel » qui serait survenu lors d'un bombardement.

## «Prisonnier spécial» d'Hitler
La propagande nazie le présente comme un agent des services britanniques, alors même que la Gestapo et la police criminelle du Reich ont bien vite acquis la certitude qu’il a agi en solitaire. Ceux qui disent déplorer son échec se retrouvent eux aussi devant les tribunaux spéciaux ou en camp de concentration. Sa famille, interrogée longuement, est relâchée à la condition de garder un silence absolu.
Plusieurs personnes se sont interrogées sur les raisons qui ont retardé jusqu'à 1945 l'exécution d'Elser. La thèse la plus communément retenue est qu'il était gardé « en réserve » dans l'attente d’un grand procès qui aurait dû se tenir après la guerre, et qui aurait permis à Goebbels et Hitler de démontrer la responsabilité des Britanniques dans l’attentat du 8 novembre 1939.

## Mémoire

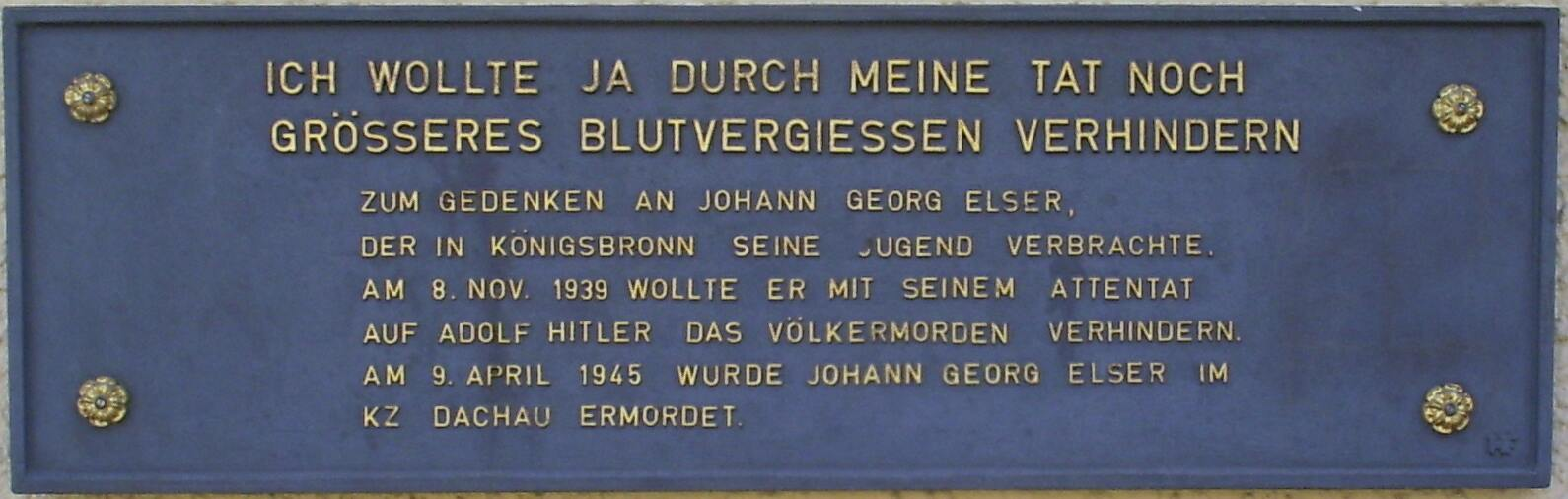
Plaque à Königsbronn.

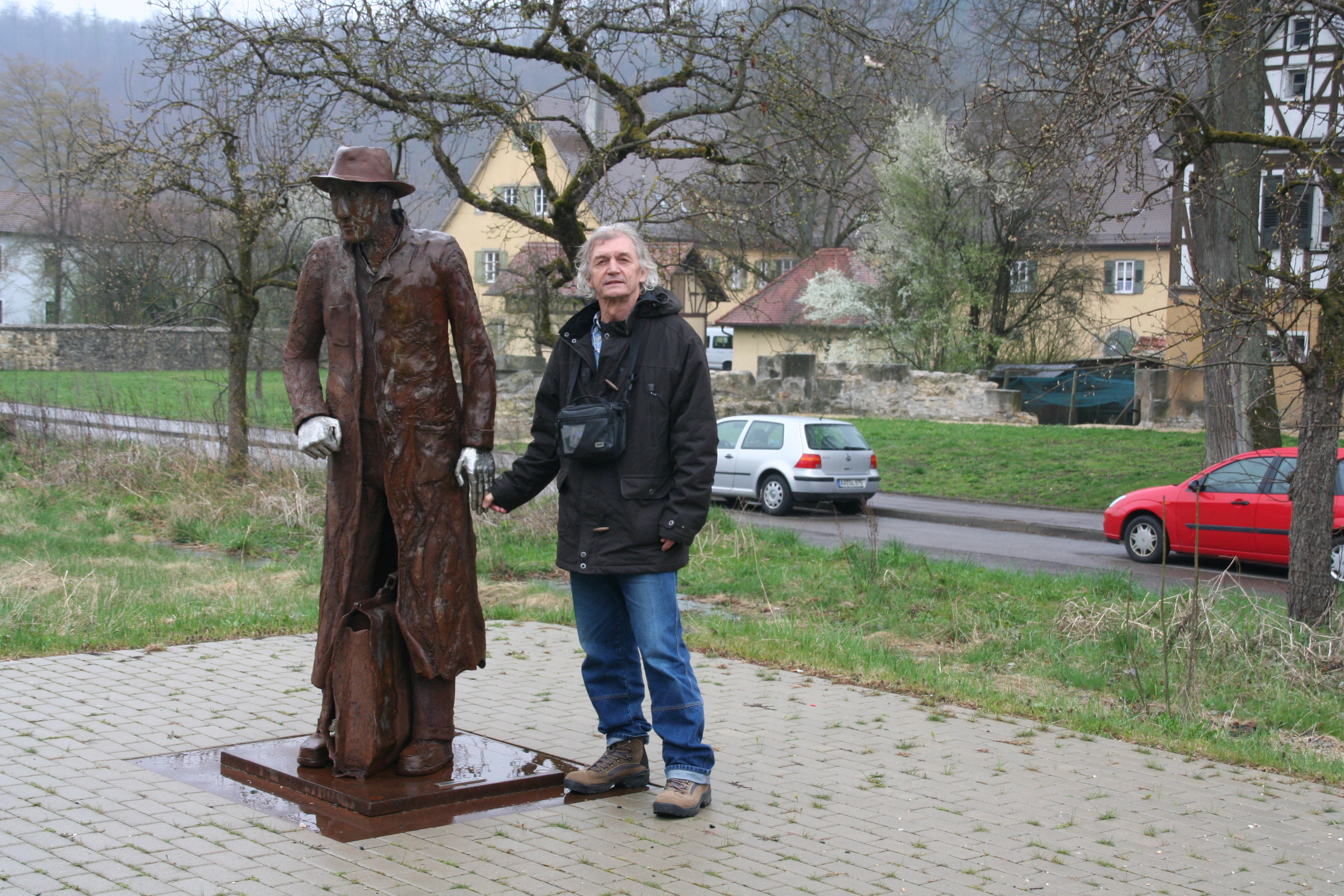
En gare de Königsbronn, le voyageur peut saluer depuis 2010 cette statue de Georg Elser plus grande que nature.

Il faut attendre les années 1990 pour que Königsbronn, sa ville natale, honore la mémoire de celui qui comme on peut le lire sur la plaque « voulait empêcher que plus de sang encore ne soit versé ». Le 11 avril 2010, une statue est installée et inaugurée sur le quai no 2 de la gare : il a fallu 800 heures de travail au sculpteur Friedrich Frankowitsch pour réaliser ce monument qui rappelle que le 8 août 1939 Elser prit le train pour Ulm à destination de Munich. La sacoche avec un symbolique bâton de dynamite n'est pas destinée à représenter la réalité historique : Elser transportait en fait une grande malle à double fond avec outils et explosifs.
Cette reconnaissance est tardive, sans doute parce qu’Elser ayant agi seul son acte n’était revendiqué par aucun camp. Cet acte rencontrait également un certain scepticisme : le pasteur Martin Niemöller, par exemple, était persuadé qu'il s'agissait d'un agent de la propagande nazie destiné à démontrer l’invincibilité du Führer.
L’historien Lothar Gruchmann a mis fin à ces spéculations en analysant et publiant dans les années 1960 les procès-verbaux des interrogatoires des policiers. La poste allemande a officialisé l’hommage national en éditant en 2003 un timbre à l’effigie de Georg Elser pour le centenaire de sa naissance. Le dramaturge Rolf Hochhuth a lancé l'idée de construire un monument à Elser là où se dressait l'ancienne chancellerie à Berlin.
L'Allemagne lui rend peu à peu justice : ont ainsi été érigées une stèle à Heidenheim-Schnaitheim et une colonne à Fribourg-en-Brisgau, ont été inaugurés un buste à Berlin en 2008 dans la Straße der Erinnerung (« rue du Souvenir »), un autre à Constance le 8 novembre 2009, là où Elser fut arrêté, une salle de concert à Munich (Rosenheimerstraße), etc.
Lors de la commémoration du 13 avril 2008 à Heidenheim-Schnaitheim, Erhard Jöst (de) a déclaré que Johann Georg Elser était le « Guillaume Tell allemand » et que la meilleure façon d'honorer sa mémoire était de faire face aux problèmes actuels.
Le prix Georg-Elser est décerné depuis 2001 aux personnes qui se sont distinguées par leur courage citoyen.
Le réalisateur de La Chute, Oliver Hirschbiegel, a tourné en 2014 Elser, un héros ordinaire, un film sorti en Allemagne le 2 avril 2015 et en France le 21 octobre suivant, avec Christian Friedel dans le rôle de Georg Elser, et sur un scénario de Fred Breinersdorfer et Léonie-Claire Breinersdorfer (de),. Le cinéma allemand honore ainsi à l'occasion du 70e anniversaire de son assassinat, la mémoire de celui qui voulait empêcher le bain de sang d'une autre guerre mondiale.